# Lægeigle
En lægeigle eller blodigle (Hirudo medicinalis) er en ledorm med tre kæber. Den kan forveksles med hesteiglen (Haemopis sanguisuga), men hesteiglen kan ikke bide gennem menneskehud. Blodigler lever i ferskvand. Arten er ikke særlig hårdfør og det er usikkert om den egentlig hører hjemme i nordisk natur, eller om den har fået menneskelig hjælp til spredningen, fordi iglerne har været værdifulde i medicinsk sammenhæng. Spredningen har i givet fald fundet sted for flere hundrede år siden. Blodiglen er på den danske rødliste over truede dyrearter.

## Biologi
Blodiglen er hermafrodit og lægger æg. Ungerne ligner de voksne, men er mindre. Blodigler kan gøre sig næsten flade og svømme elegant gennem vandet, mens de kan se ud som en pølse, når de er fulde af blod. De har sugekopper i begge ender og kan bevæge sig over land ved hjælp af disse. Blodiglen har tre kæber med tænder. Den lever af blod, som den suger fra dyr og mennesker, også fra frøer og padder.  Blodiglen suger sig fast og bider gennem huden, samtidig med at den udskiller et antikoagulerende stof, hirudin, som tilføres værten. Blodiglen efterlader et Y-formet mærke i huden. Såret bløder en tid efter iglen har sluppet taget. Det er tilstrækkeligt med et måltid om året, for en blodigle. Der er dokumenteret eksemplarer, der har opnået en alder af 30 år [kilde mangler].

## Medicinsk anvendelse
Blodigler blev anvendt til åreladning og var et af middelalderens vigtigste medicinske hjælpemidler. Barberen var kirurgen blandt middelalderens håndværkere og beherskede kunsten at årelade sine patienter. Blodiglerne var et af barberens redskaber.
I 1800-tallet blev blodiglerne også benyttet på sygehuse. I 1850 blev der alene i Paris brugt 100 millioner blodigler på sygehusene.  Sygeplejersken Florence Nightingale brugte blodigler i behandlingen af patienter. I Norge indeholdt den første lærebog om sygepleje fra 1877 en udførlig beskrivelse af anvendelse af blodigler.
Viden og traditioner har levet videre i folkemedicinen helt op til nutiden. I Adressebok for Oslo omkring år 1900 havde "Igle- og koppekoner" sin egen kategori.
Blodiglen er en droge, som ind i 1900-tallet var til salg på apotekerne. Man havde særlige iglekrukker til opbevaring af de levende blodigler.
I 1980'erne fik blodiglerne fornyet aktualitet i forbindelse med kirurgi, ved påsyning af legemsdele. Blodigler kan sørge for at fjerne blod fra en påsyet finger, så venerne kan komme til at fungere.

## Levende traditioner i Europa
I Østeuropa er der stadig en udbredt tradition for anvendelse af blodigler. I flere lande tilbydes behandling med blodigler.